# 괘씸한 서양 되놈
〈괘씸한 서양 되놈〉(○심한 西洋 되놈)은 병인양요 이후에 신재효가 지은 판소리 노랫말이다.